# Maria Stolbova
Maria Stolbova  (en russe : Мария Юрьевна Столбова) est une gymnaste rythmique russe, née le 3 mai 1984 à Perm.

## Biographie
Dès l'âge de 7 ans, elle pratique la gymnastique rythmique dans une école de sport.
En 1996, elle remporte une médaille d'argent au championnat de Russie et en 1998, elle est admise à l'école spécialisée de Moscou pour les enfants et les jeunes de la réserve olympique n° 74. La même année, elle devient membre de l'équipe des jeunes de Russie.
Elle remporte le championnat des Forces armées de la fédération de Russie en 1999.  
Aux Championnats du monde de gymnastique rythmique 2002, elle remporte la médaille d'or au concours par ensembles et la médaille d'argent en groupes 5 rubans.
Elle quitte la compétition en 2002 à cause d'une fracture de vertèbre. Elle a ensuite posé pour des photos érotiques,, dans des publications comme Maxim ou encore Playboy.
En 2009, elle épouse un homme d'affaires, Georgy (Yegor) Vitalievich Sirota.
Après son mariage, elle retourne au sport comme entraîneuse, devenant entraîneuse principale de gymnastique rythmique au CSKA Moscou.
En 2016, elle déménage avec sa famille à Londres, où elle ouvre deux clubs sportifs : le Centrum Gymnastics et la Maria Stolbova's Rhythmic Gymnastics Academy, où elle travaille maintenant en tant qu'entraîneuse sénior.